# Вітуня
Вітуня (пол. Witunia) — село в Польщі, у гміні Венцборк Семполенського повіту Куявсько-Поморського воєводства.
Населення — 861 особа (2011).
У 1975-1998 роках село належало до Бидгощського воєводства.

## Демографія
Демографічна структура станом на 31 березня 2011 року:
|          | Загалом | Допрацездатний вік | Працездатний вік | Постпрацездатний вік |
| -------- | ------- | ------------------ | ---------------- | -------------------- |
| Чоловіки | 436     | 113                | 288              | 35                   |
| Жінки    | 425     | 95                 | 250              | 80                   |
| Разом    | 861     | 208                | 538              | 115                  |